# The Great Divide

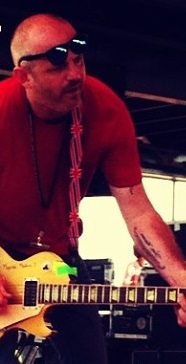
Frontmann Mike McClure (ca. 2013)

The Great Divide ist eine US-amerikanische Countryband aus Oklahoma. Sie gehörte vor allem während der 1990er-Jahre zu den bekanntesten Vertretern der Red-Dirt-Musik.

## Geschichte
The Great Divide wurde 1992 in Stillwater, Oklahoma – dem Zentrum der Red Dirt-Szene – gegründet. Die Band bestand zunächst aus Frontmann Mike McClure, dem zweiten Lead-Sänger Scotte Lester, dessen Bruder J.J, der Schlagzeug spielte, sowie Bassist Kelley Green. Um das Jahr 1994 beschlossen die vier Musiker, eine professionelle Musikkarriere starten zu wollen, und kündigten ihre Jobs. So veröffentlichten sie im Jahr 1995 ihr erstes, kommerziell noch wenig beachtetes Album Goin’ for Broke, das von Lloyd Maines produziert wurde. Weil sie kein Label finden konnten, veröffentlichten sie das Album selbst und verkauften es bei ihren Auftritten. Zu dieser Zeit trat die Band hauptsächlich als Vorgruppe für etablierte Country-Acts wie Willie Nelson, Jerry Jeff Walker, Robert Earl Keen oder Mark Wills auf. Ihre zweite CD Break in the Storm brachte sie zwar wieder ohne großes Label heraus, doch als Rick Blackburn von Atlantic Records auf den Erfolg der Gruppe aufmerksam wurde, bot er ihr einen Vertrag an, der im August 1997 unterzeichnet wurde. Daraufhin wurde das Album ein zweites Mal veröffentlicht und erreichte die offiziellen Country-Charts, in denen es sich neun Wochen hielt. The Great Divide war damit die erste Red Dirt-Band, die von einem Major-Label unter Vertrag genommen wurde und die erste, die die Billboard-Charts erreichte.
Im Jahr 1998 trat die Band beim großen Country-Festival Fan Fair in Nashville auf. Im darauffolgenden Jahr erschien das nächste Album Revolutions. Erneut wurde es von Atlantic Records veröffentlicht und konnte sich in den Charts platzierten. Nachdem der neue Präsident des Labels sie nicht weiter unterstützen wollte, waren die Musiker Anfang der 2000er-Jahre ohne Label. Unter schwierigen Bedingungen begann die Band, an einem neuen Independent-Projekt zu arbeiten. Im Oktober 2000 wurde schließlich das Album Afterglow: The Will Rogers Sessions, das erstmals nicht von Lloyd Maines produziert worden war, veröffentlicht. In den nationalen Charts konnte sich die Produktion nicht platzieren.
Nach den Veröffentlichungen von Dirt and Spirit, einer Zusammenarbeit mit verschiedenen anderen Künstlern der Szene unter dem Namen The Great Divide & Friends, die sich jedoch nicht wie erhofft verkaufte und Remain, dem sechsten Studioalbum der Band, trennte sich der langjährige Frontsänger und Gitarrist Mike McClure vom Rest der Gruppe. McClure, der bereits im Jahr 2002 sein erstes Soloalbum veröffentlicht hatte, widmete sich ab 2003 ausschließlich anderen Projekten. Im März 2003 spielte The Great Divide zum vorerst letzten Mal in seiner alten Besetzung. Die Aufnahmen des Konzertes wurden auf einem zweiteiligen Livealbum veröffentlicht.
Der Abgang des Sängers markierte den größten Umbruch in der elf Jahre alten Bandgeschichte. Im Sommer 2003 fand die Gruppe schließlich in – dem bis dato relativ unbekannten – Micah Aills Ersatz. Knapp zwei Jahre nach dessen Einstieg erschien mit Under Your Own Sun das siebte Studioalbum der Band. Für seine Leistung als Leadsänger erntete Aills zwar das Lob verschiedener Musikkritiker, doch die CD blieb die letzte Veröffentlichung der Band, die im Jahr 2007 ihre Trennung bekannt gab. Aills kehrte daraufhin in seinen Heimatstaat Ohio zurück, während die anderen drei Mitglieder der Band anderen Berufen abseits der Musikbranche nachgingen.
Vier Jahre später trat die Gruppe bei einer Comeback-Show in ihrer ursprünglichen Besetzung auf. In den folgenden Jahren traten die vier Musiker wieder regelmäßig zusammen auf. Die Konzertzahl war jedoch deutlich geringer als während der 90er-Jahre. Mit der Single Bound to Be There Soon veröffentlichte die Band im Jahr 2018 nach 13 Jahren wieder neue Musik. Das Stück erschien wenige Monate später auch auf dem Best-of-Album 25 Years of The Great Divide, welches insgesamt 27 alte und vier neue Lieder umfasst.

## Stilistische Einordnung
Die Band war kein Vertreter klassischer Country-Musik, sondern spielte eine Mischung aus Alternative Country und Rock. So kam auch der Bandname zustande, der mit Die große Kluft übersetzt werden kann. Er sollte die Lücke zum Ausdruck bringen, die nach Ansicht der Musiker zwischen beiden Stilrichtungen bestand und in der sie sich musikalisch bewegen wollten. Im Daily Oklahoman wurde der Musikstil als eine Mischung aus Texas Music, den Doors und Alternative College Country beschrieben. Die Bandmitglieder betrachteten ihre Musik als „Tribut an den Amerikanischen Traum“. Die Band hat neben Country- und Rocksongs auch ein Gospel-Album und einen Song mit karibischen Einflüssen veröffentlicht.
In den 90er-Jahren entwickelte sich die Band zu einem der erfolgreichsten und stilprägendsten Vertreter der Red Dirt-Musik. Sie gehörte zu den ersten Vertretern der Szene, die kommerzielle Erfolge feiern konnten, und war so mitverantwortlich für die Annäherung des Red Dirts an den Mainstream-Markt. John Wooley von der Tulsa World bezeichnete sie als einen der „frühen Popularisatoren“ der Szene.

## Besetzung
| Vollständiger Name              | Geburtsdatum, -ort                           | Instrument               | Zeit in der Band | Lebenslauf | Beleg(e)      |
| ------------------------------- | -------------------------------------------- | ------------------------ | ---------------- | --- | ------------- |
| Michael „Mike“ Ray McClure      | 6. Juli 1971, Tecumseh, Oklahoma             | Gesang, Gitarre          | 1992–2003 2011–  | McClure wuchs in Tecumseh auf. Als Student war er im Jahr 1992 einer der Gründer der Band, in der er als Frontsänger, Gitarrist und Songwriter auftrat. Im Jahr 2002 veröffentlichte er sein erstes Soloalbum, bevor er die Gruppe im Jahr 2003 endgültig verließ. Er ist seitdem mit der Mike McClure Band aktiv. Seit der Wiedervereinigung 2011 steht er wieder mit The Great Divide auf der Bühne.                                             |               |
| Scotte Dale Lester (auch Scott) | 31. Januar 1964, Stillwater, Oklahoma        | Rhythmus-Gitarre, Gesang | 1992–2007 2011–  | Lester wuchs mit seinem jüngeren Bruder JJ in Stillwater auf. Von 1983 bis 1987 war er bei den US-Marines. Als Feuerwehrmann lernte er schließlich das Gitarrespielen. Seinen Beruf gab er erst im Jahr 1993 auf, als die Band beschloss, eine professionelle Musikkarriere zu starten. In ihr wirkte er als Rhythmusgitarrist und zweiter Frontsänger. Seit einigen Jahren ist er hauptberuflich im Immobiliengeschäft tätig und hat zwei Kinder. | [ 15 ] [ 16 ] |
| Jeffrey John „J.J.“ Lester      | 16. Juli 1968, Edmond, Oklahoma              | Schlagzeug               | 1992–2007 2011–  | Lester wuchs mit seinem älteren Bruder Scotte in Stillwater auf. Er studierte Theologie und lernte um das Jahr 1992 Kelley Green kennen. Als Schlagzeuger gehörte er schließlich zu den Gründungsmitgliedern der Band; eine Zeit lang war er zudem in der Band No Justice aktiv. Nach dem Ende der Band wurde er Pastor. Er ist verheiratet und hat zwei Kinder.                                                                                   | [ 17 ] [ 16 ] |
| John Kelley Green               | 22. Januar 1968, Little Rock, Arkansas       | Bass                     | 1992–2007 2011–  | Green wuchs in den Ozark Mountains auf. Im Jahr 1988 zog er ins nordöstliche Oklahoma, bevor er zwei Jahre später als Student nach Stillwater kam. Als Gitarrist trat er dort einer Band bei. 1992 lernte er JJ und Scotte Lester kennen und wurde schließlich Bassist von The Great Divide. Nach der Trennung der Gruppe arbeitete er für ein Stahlunternehmen aus Stillwater. Er ist Vater zweier Söhne.                                         | [ 18 ] [ 16 ] |
| Micah Ray Aills                 | 3. Januar 1972, Washington Court House, Ohio | Gesang, Gitarre          | 2003–2007        | Aills lernte bereits in jungen Jahren das Gitarrespielen und gründete 1990 eine Band mit seinem Bruder und seinem besten Freund. Nach dem Ende der Gruppe im Jahr 2002 kontaktierte er im Sommer 2003 JJ Lester. So wurde er als Nachfolger für Mike McClure in die Band aufgenommen. Nach der Auflösung der Band um das Jahr 2007 kehrte er nach Ohio zurück, wo er wieder in seiner alten Band aktiv ist.                                        | [ 19 ] [ 16 ] |

## Diskografie

### Studioalben
- 1994: Goin’ for Broke (Broken Records, Campfire Records)
- 1996: Break in the Storm (Broken Records, Atlantic Records)
- 1999: Revolutions (Atlantic Records)
- 2000: Afterglow: The Will Rogers Sessions (Broken Bow Records)
- 2001: Dirt and Spirit (Broken Records)
- 2002: Remain (92E Records)
- 2005: Under Your Own Sun (Time Records)

### Livealben
- 2003: Absolutely Live Volume 1
- 2003: Absolutely Live Volume 2

### Kompilationen
- 2018: 25 Years of The Great Divide

### Singles
- 1998: Never Could (Break in the Storm)
- 1998: Pour Me a Vacation (Break in the Storm)
- 1999: Break in the Storm (Break in the Storm)
- 1999: San Isabella (Revolutions)
- 2001: Out of Here Tonight (Afterglow: The Will Rogers Sessions)
- 2001: Days Go (Afterglow: The Will Rogers Sessions)
- 2001: Wild Horses (Afterglow: The Will Rogers Sessions)
- 2002: Lost in the Night (Remain)
- 2004: Freedom
- 2005: Crazy in California (Under Your Own Sun)
- 2006: The Plan (Under Your Own Sun)
- 2018: Bound to Be There Soon (25 Years of The Great Divide)